# 코스모폴리탄 (칵테일)

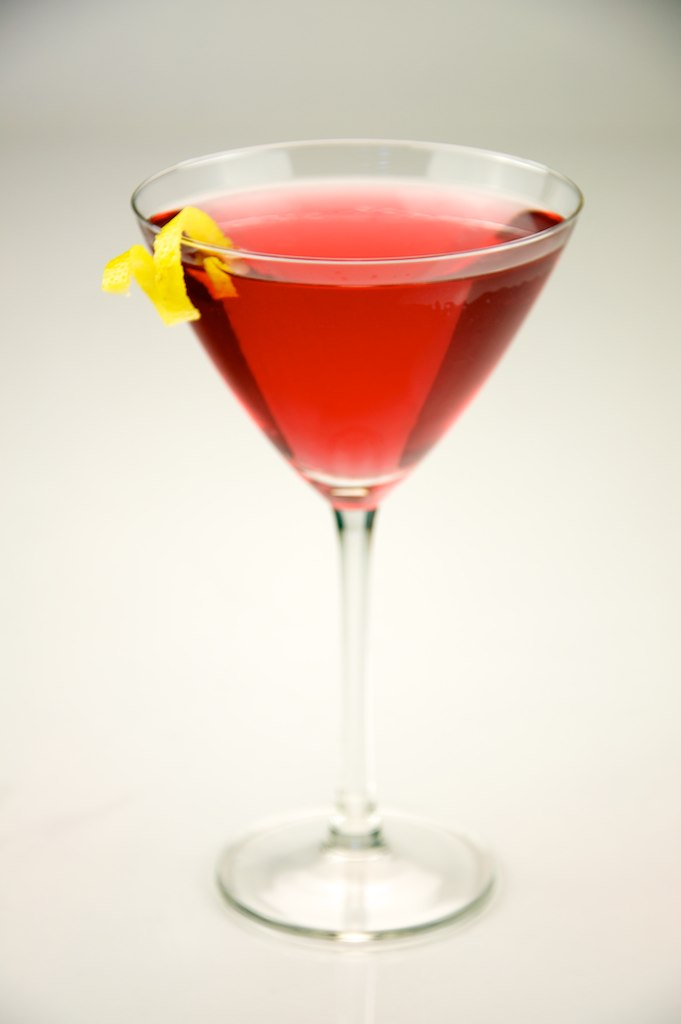

코스모폴리탄(cosmopolitan) 또는 비공식적으로 코스모(cosmo)는 보드카, 쿠앵트로, 크랜베리 주스, 갓 짜거나 달게 만든 라임 주스로 만든 칵테일이다.
코스모폴리탄은 케이프 코더(Cape Codder)와 같은 크랜베리 쿨러의 친척 관계이다. 종종 전혀 다르게 제시되지만, 코스모폴리탄은 구성 면에서 카미카제 (칵테일) 칵테일과 유사하다.

## 준비 및 서빙
국제 바텐더 협회 레시피는 보드카 유자, 레몬 맛 보드카를 기반으로 한다. 이 칵테일의 기초로 감귤 향이 나는 보드카를 사용하는 것은 칵테일 전문가 데일 디그로프(Dale DeGroff)에 의해 1990년대 중반에 널리 대중화되었으며 IBA 승인 레시피에 사용되는 것으로 보인다. 그러나 많은 바텐더는 계속해서 표준 무향 보드카를 사용한다. 이 대안은 의심할 여지 없이 1970년대 오하이오, 프로빈스타운, 미니애폴리스 또는 1980년대 샌프란시스코에서 인기를 끌었던 이 음료의 전신과 역사적으로 일치할 것이다. 레몬 트위스트는 때때로 장식용으로 사용된다.
코스모폴리탄은 일반적으로 마티니 잔이라고도 불리는 대형 칵테일잔에 제공된다. 이러한 이유로 이 음료는 때때로 마티니의 일종으로 잘못 분류되기도 한다.

## 같이 보기
- 마티니